# 三环己烷三过氧化物
三环己烷三过氧化物或三过氧化三环己酮是一种有机过氧化物，化学式为C18H30O6。它可由环己酮、过氧化氢在高氯酸催化下于乙酸中反应制得。它在1-十二烷中热解，可以得到ω-十六酸内酯和环十五烷。